# البطولات الأسترالية 1948 (كرة مضرب)
هنا قائمة بالبطولات الأسترالية لكرة المضرب, المعروفة الآن باسم أستراليا المفتوحة لسنة 1948:

## فردي رجال
أدريان كويست هزم  جون برومويتش 6-4 3-6 6-3 2-6 6-3

## فردي سيدات
نانسي واين بولتن هزم  ماري تومي 6-3, 6-1